# Cirrenalia lignicola
Cirrenalia lignicola är en svampart som beskrevs av P.M. Kirk 1981. Cirrenalia lignicola ingår i släktet Cirrenalia och familjen Halosphaeriaceae.   Inga underarter finns listade i Catalogue of Life.